# 拼圖配件
拼圖配件（英語：Jigsaw Puzzle Accessories）是一個術語, 使用於描述拼圖愛好者從事他們的興趣時所使用的設備.

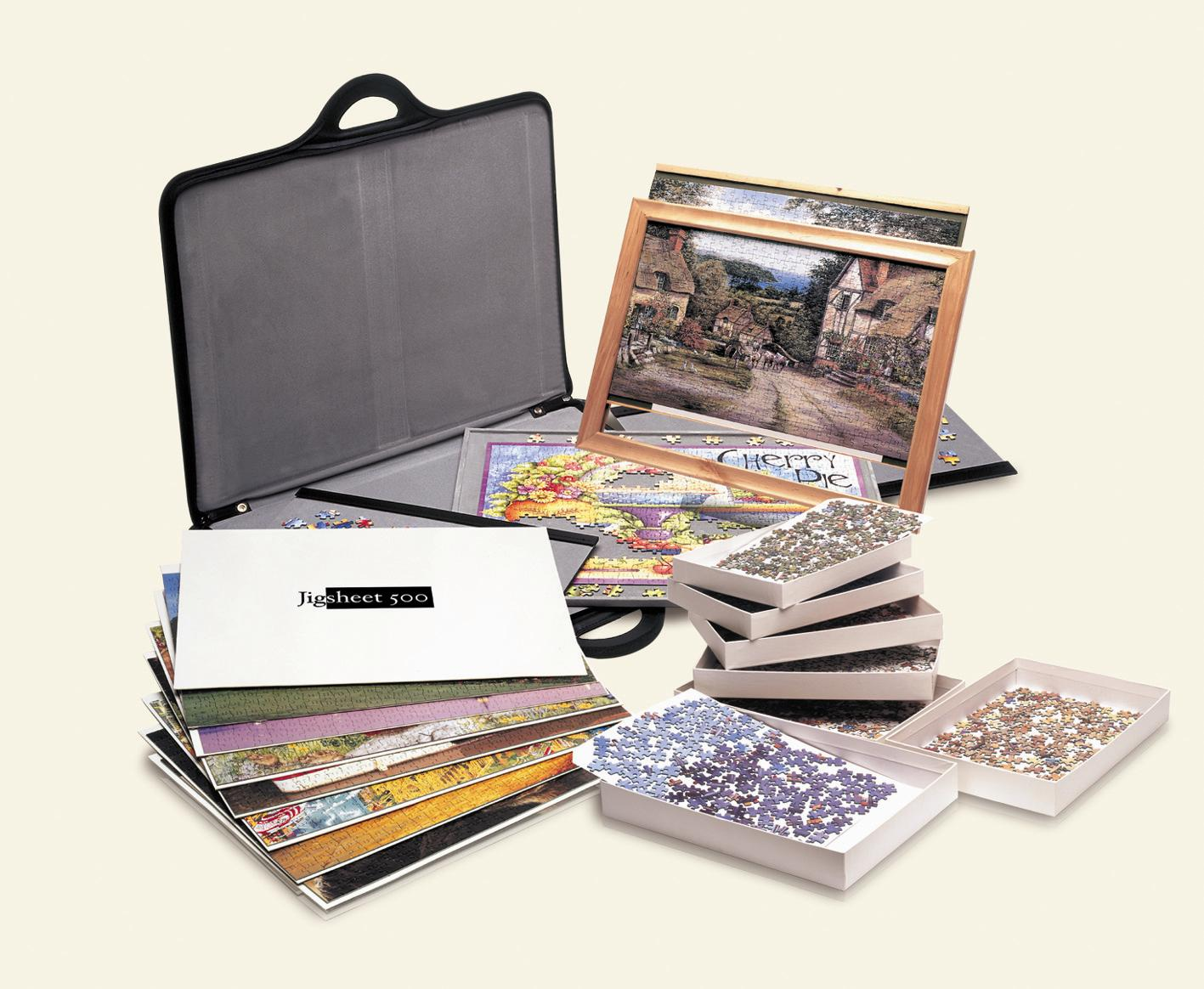
拼圖配件用於拼拼圖, 展示拼圖, 收納拼圖.

## 歷史
拼圖商品化可以追溯到1760年代的英格蘭，由約翰·史皮爾斯布里起始。從那個時代開始，在英國拼圖被廣為接受，成為家居的娛樂之一。在歐洲拼圖也同樣受到歡迎，在美國的大蕭條時期拼圖的銷量甚至達到一周1千萬美金。在這樣的情景下，製作遊戲與拼圖的娛樂公司對於大量拼圖愛好者對於拼圖儲存與展示的配件需求的商業機會的關心卻是出奇的遲緩。
歷史上的第一個拼圖配件記錄是1900年荷蘭拼圖內附的"拼圖框"，以協助玩家可以永久保存自己的拼圖作品。然而這個點子在當時並不成功而很快地中止。1930年代在美國的"維京圖謎周報"廣告的拼圖收納板也同樣的遭受挫敗的命運。
在當時沒有智慧財產權保護的狀況下，大多數公司都不願意對拼圖配件產品作大投資，造成當時拼圖配件市場的一個主要障礙。幾項最被需要的產品功能為方便拼圖組合的表面及半成拼圖的收納，對應的產品通常是可以捲起來的毯狀產品或是可收納在提箱中的平板。這樣的產品結構過於簡單，以至於幾乎不可能在專利上得到保障，這也許是拼圖配件產品到了20世紀尾端時才開始發展的原因。
在1980時代的最後幾年，為了解決智慧財產權問題，英格蘭的Falcon遊戲公司決定為其自製的Jigroll拼圖毯產品申請商標，該商標於1989年8月4日被註冊(英國專利號1318441)。雖然許多公司立刻仿效Jigroll的功能並推出類似產品，但礙於法條而不能使用相同的產品名字。拼圖界在當時普遍將Jigroll當作對於所有捲毯狀拼圖配件的行話代稱。
Falcon在1993年3月註冊的Portapuzzle產品(英國專利號1528876)也一炮而紅。這項產品以類似資料夾的提袋形式，以塑膠材質的卡板來收納拼圖。在這之後，此產品也由商標註冊者與其他公司在功能上也有過數次革新和改進，但總體來說提箱型式的拼圖收納盒現在一般還是被稱作"Portapuzzle"。
一方面，用於展示的拼圖畫框一直沒有在歐洲和美國造成流行，卻反而在喜愛將拼圖作為牆上裝飾的日本大受歡迎。從1970年代日本開始接觸拼圖產品開始，拼圖畫框在日本就已經以各種主要拼圖製造商製造的拼圖尺寸存在於市場。

## 現代拼圖配件
以下列出數項現代最廣為使用的幾項產品。當中大部分擁有許多不同大小尺寸以配合500片至2000片大小的拼圖，當中以1000片尺寸最為常見。

### 獨立式拼圖板
拼圖板是最常見的拼圖配件之一，且通常有各種尺寸，並由不同材質製造。常見的尺寸對片數的對應如下：

500片: 520 mm x 395 mm (20.4" x 15.5")
  
1,000片: Approximately 750 mm x 520 mm (29.5" x 20.4")

1,500片: Approximately 915 mm x 660 mm (36.0" x 26.0")
獨立式拼圖板最大的問題是它無法被輕易收納，尤其是對於半完成的拼圖部分不易保存。然而拼圖板可以方便的在家中四處移動──而這也是許多拼圖玩家所需要的唯一功能。

### 拼圖毯

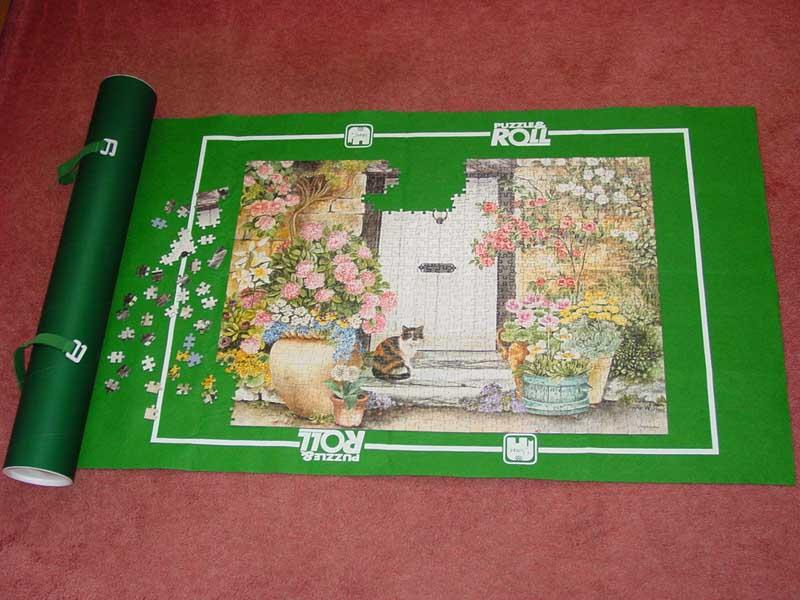
Jigroll是第一個取得商標的拼圖配件商品。

於1989年發明，拼圖毯(Jigroll)是現代拼圖配件的始祖之一。玩家可以在綠色的織料上完成拼圖，而毯面的粗糙材質可以讓尚未組合的拼圖片黏附。收拾時只要將毯子捲起，就可以方便地將已組合和未組合的拼片包覆收納，直到下次要繼續組合的時候直接展開就可以繼續。
然而，使用拼圖毯時最好確定捲起時的鬆緊度剛好。太鬆時拼片可能會滑落而遺失，太緊時則可能對拼片造成損壞。

### 拼圖收納袋
拼圖收納袋(Portapuzzle)在拼圖毯Jigroll(請見上一項目)的大受歡迎之後四年也取得Falcon娛樂公司的註冊商標。拼圖收納袋打開後的內襯為海綿狀材質，而拼圖可以在打開後的其中一面組合，另一面或隨袋附屬的幾片小拼圖板則可以放置未組合的拼片。收拾時只要將收納袋合起即可：海綿狀的內襯會以適當的壓力讓拼片保持在原本的位置。
這項發明向來被視為一個比較安全的收納方式，但就實體操作上和組合上都比拼圖毯複雜，也因此一般價格也比較高昂。

### 附板式拼圖收納袋

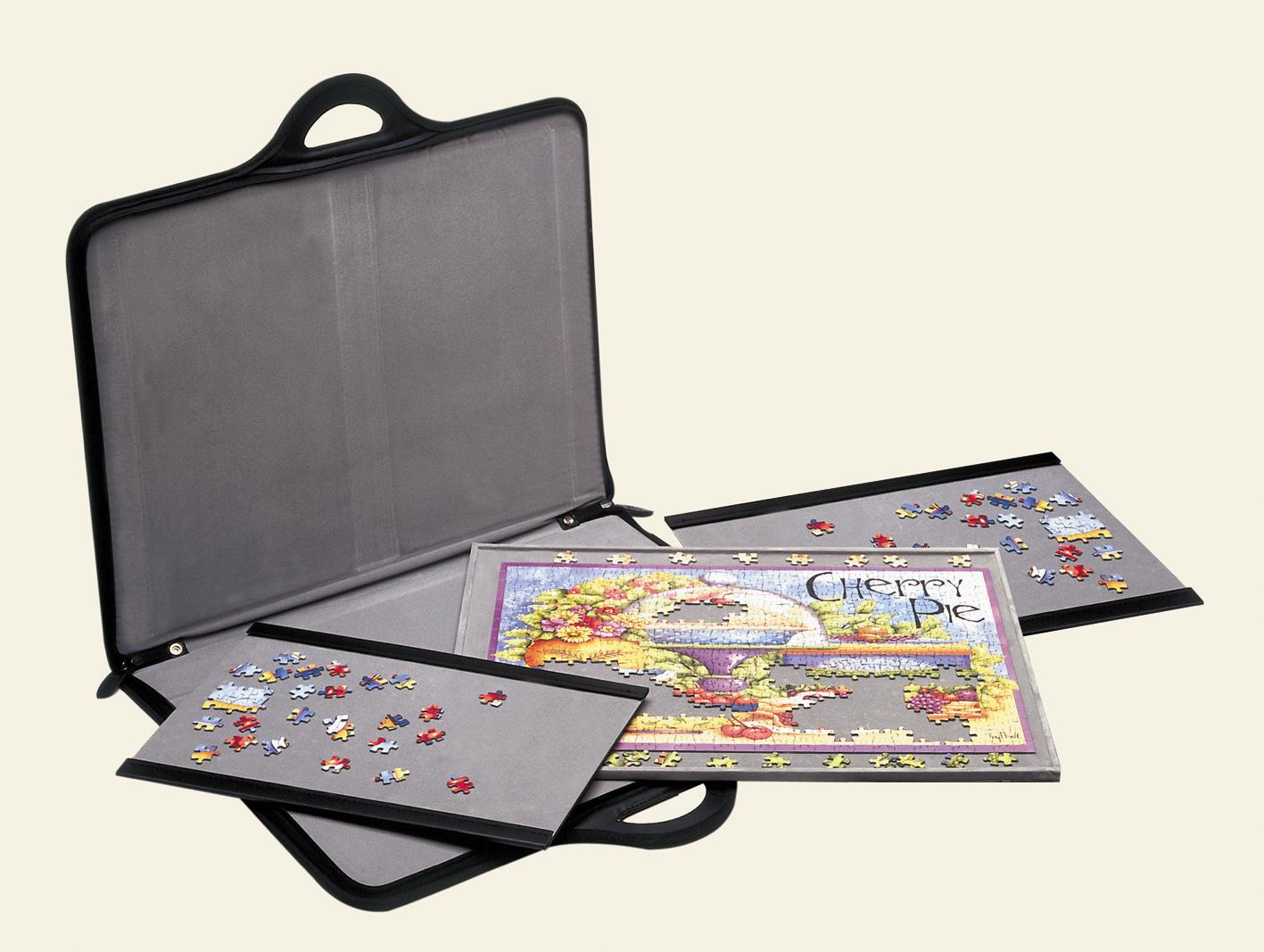
Jigsort 拼圖可以在分離的拼圖板上完成。

外層的提袋包含一個可分離的拼圖組合板以放置組合中的拼圖，並有數個拼圖分類板可以保存未組合的拼片。拼圖分類板一般可以和一個相同尺寸的頂蓋組合以保護拼片。收納時只要將分類板(附蓋)和拼圖組合板組合後收納於拉鍊袋中即可。
分離式的拼圖組合板重量輕而方便移動，且四邊突出的邊框可以確保拼片不會在移動過程掉落遺失。但這些額外功能同時也增加了售價。

### 拼圖收納盒

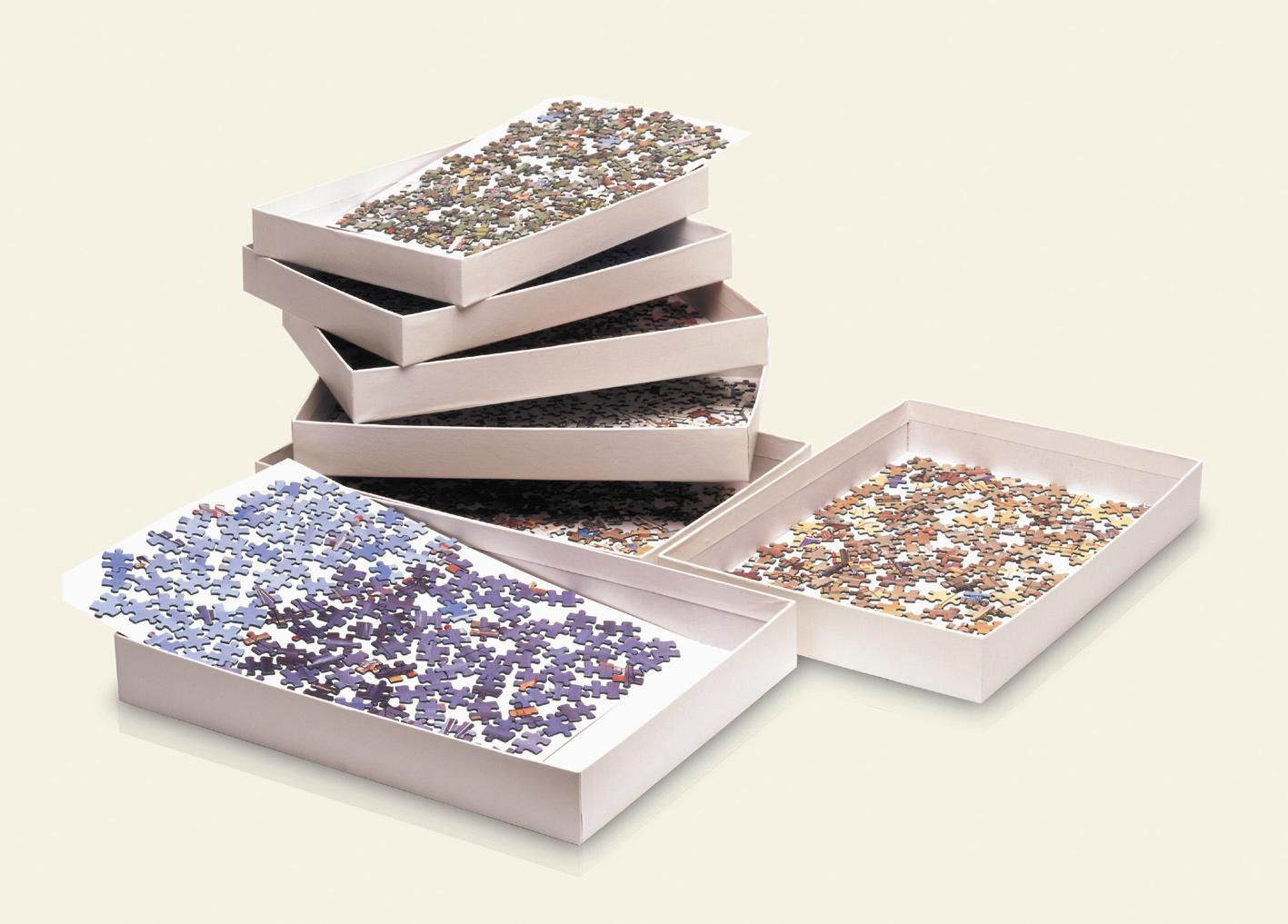
Jigsafe 多如千片的拼片也可以整齊收納。

未組合的拼片一般比已經組合的拼片佔據兩倍以上的空間。拼圖收納盒的發明即是要解決這個問題，提供一個可以輕易在小空間收納簽片拼圖的方案。這些互相可以互容的收納盒可以用來分類不同形狀或顏色的拼片，每個盒子更有一個可拆卸的出口以將在盒中組合好的拼圖部分移動到主要的組合區域。
這種配件對於擁有一張專門用於擺放拼圖的拼圖桌的玩家來說，十分方便。

### 拼圖掛框

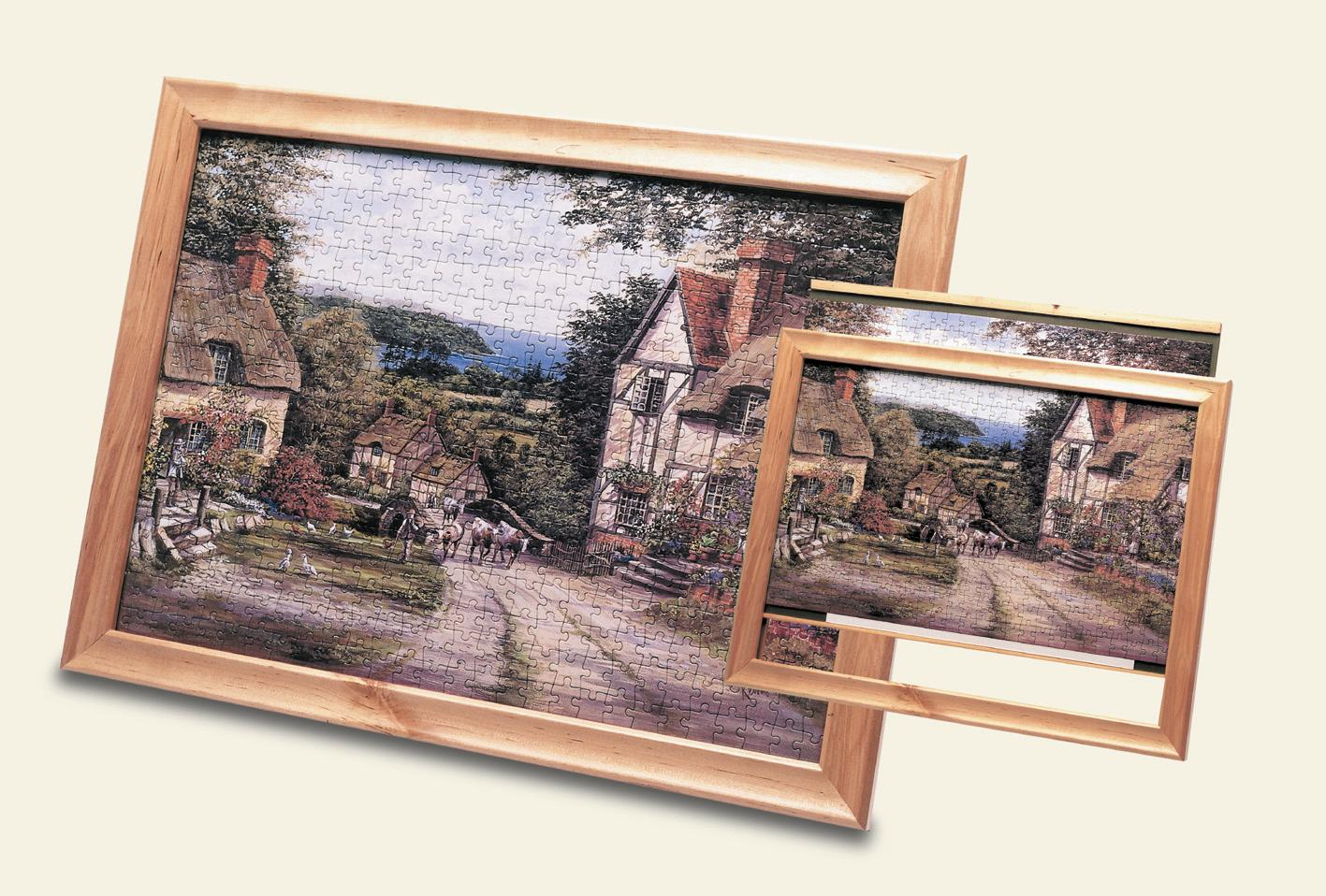
Jigframe讓完成的拼圖可以方便懸掛

傳統的(尤其日製的)拼圖在懸掛之前必須先上膠固定在底板上，上了膠的拼圖可以像畫作一樣輕鬆的固定在畫框中。但這種作法的最大問題是上了膠的拼圖就無法再次拆開，也就不再可以被重複完成了。因此甚至有些拼圖迷視上膠水的動作為一種對拼圖的"褻瀆"。
拼圖掛框(JigFrame)解決了如上的問題。這種掛框內含一個淺淺的抽屜式結構，而可以使完成的拼圖不需要上膠也可以固定懸掛。但在購買前請務必確認完成的拼圖尺寸在掛框可以支援的最大尺寸與最小尺寸之中，一般這項資訊會由製造商提供。

### 拼圖儲存箱

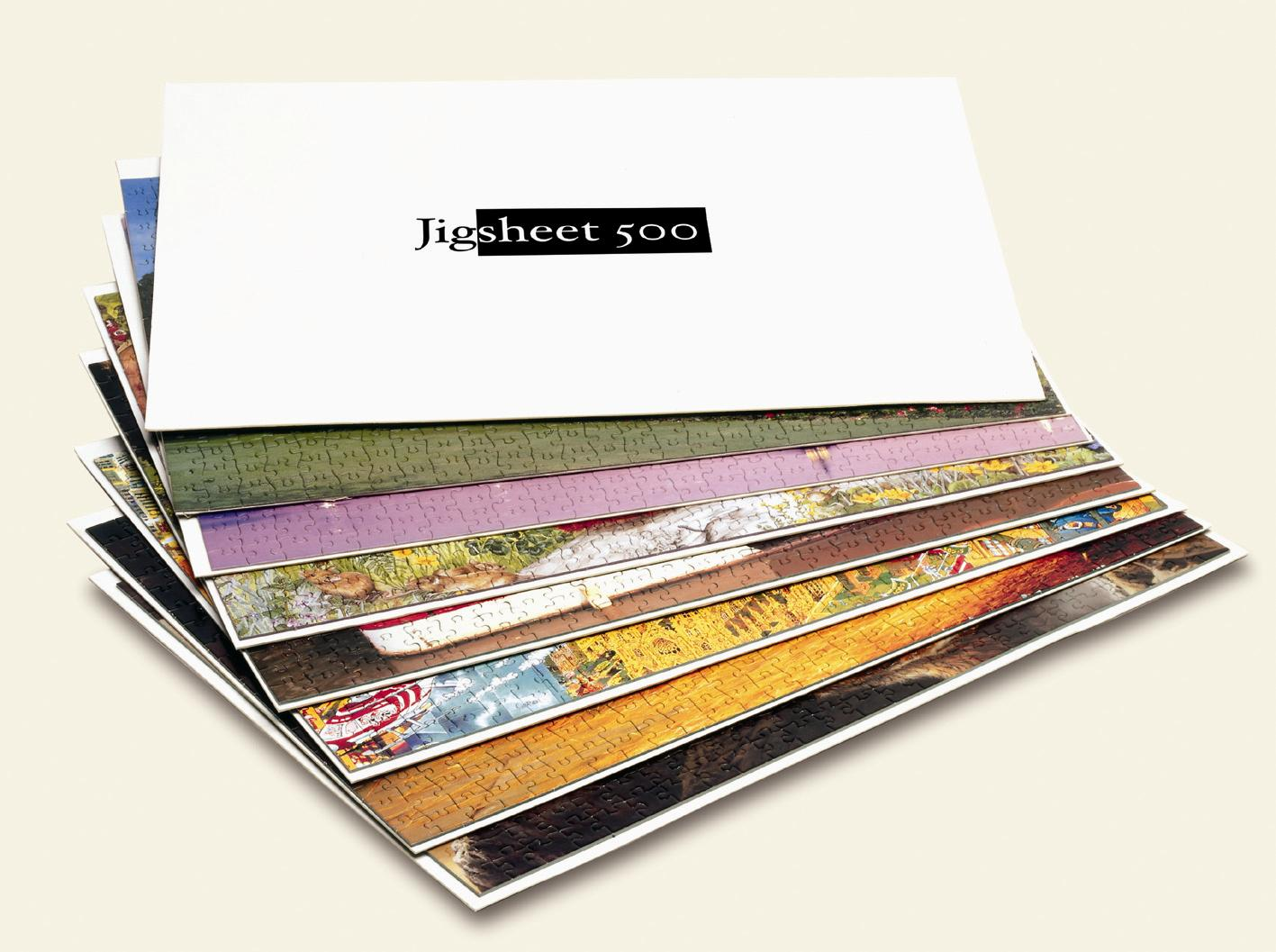
Jigstore 拼圖可以以原始姿態被保存。

這項產品附有10片卡板以儲存完整的拼圖部分，每片卡板則可像三明治一般互相堆疊保存。堆疊的卡板可以用扣帶固定之後裝在外層的儲存箱。
這項配件尤其適合死忠拼圖玩家或者學校社團等對於展示完成拼圖有需求的人。